# The Devil's Doorway
The Devil’s Doorway (El portal del Diablo) es una película de terror del género metraje encontrado de 2018 de Irlanda del Norte, dirigida por Aislinn Clarke. Está parcialmente basada en el caso de las Lavanderías de la Magdalena en Irlanda.

## Sinopsis
A inicios de la década de 1960, dos sacerdotes católicos irlandeses, el padre Riley y el padre Thornton, son enviados a investigar un presunto milagro reportado en un Asilo de las Magdalenas administrado por una orden de monjas. Sin embargo, los sacerdotes pronto descubren algo horrible y siniestro en el lugar. El concepto de la película es que el padre Thornton, como parte de su trabajo para el Vaticano, registró su investigación con su cámara para documentar tanto el proceso de revisión como la posible evidencia, y la película que vemos es simplemente el metraje filmado por él, que ha estado oculto en la Santa Sede hasta ahora.

## Argumento
En octubre de 1960, un obispo del Vaticano, tras haber recibido una carta y dos fotografías, instruyó a dos sacerdotes a visitar un Asilo de las Magdalenas en Irlanda, donde se dice que una estatua de la Virgen María sangra por los ojos en la capilla. De los dos sacerdotes, el padre Thomas Riley es el mayor, y está desilusionado en su trabajo como investigador de milagros para el Vaticano, quejándose de que ha visto demasiados fraudes a lo largo de los años, mientras que el padre John Thornton, más joven, es un sacerdote entusiasmado con la encomienda, y cree fervientemente que encontrarán un milagro auténtico. La autoritaria Madre Superiora del asilo inicialmente trata de desacreditar la carta (que había sido enviada de manera anónima desde su hospicio) recordando a los sacerdotes que “no todas son buenas chicas en este hogar” y deja en claro que ninguno de los sacerdotes es bienvenido, los trata de mala gana y los instala en un alojamiento separado en el edificio. 
Para iniciar el trabajo de documentar el presunto milagro, el padre John instala su equipo de filmación (cámaras de 16 mm) en la capilla donde se encuentra la estatua que reportaron había llorado sangre. Al examinar la estatua, el padre Thomas comenta que no puede analizar la sangre, ya que se ha secado, que necesita una muestra de sangre fresca, por lo que tendrán que esperar que el milagro o fenómeno se repita. Mientras tanto, el joven sacerdote trata de entrevistar a algunas de las mujeres que se encuentran en el asilo, pero pronto descubre que ellas no tienen acceso a la capilla y que de hecho, son víctimas de crueles castigos impuestos para imponer disciplina, y además son explotadas laboralmente, ya que se encargan tanto de mantener limpio el asilo como del negocio de lavandería en la localidad. El abuso de las internas trabajadoras es discutido con la Reverenda Madre. A pesar de no estar contenta con el hecho de que los curas tengan que documentar todas sus actividades y conversaciones, ella contesta desafiante que la Iglesia suele mandarles a todos los secretos sucios del país, y que han tenido que lidiar con eso… y añade: “¿Sabe cuántos desastres de la Iglesia he tenido que limpiar personalmente? ¿Cuántos de los bebés que nacieron aquí tuvieron padres que fueron padres?”
Durante dos noches, el Padre John se despierta constantemente a las 3 de la mañana, pues escucha extraños sonidos y tiene aparentes visiones de niños jugando en los pasillos. Señala esto a la atención de Thomas, quien niega haber escuchado nada en absoluto. Además, les confirman que no hay niños viviendo en el asilo; el ala infantil quedó clausurada desde la guerra. Las antiguas dudas del Padre Thomas sobre los milagros y el mal le mantienen convencido de que un estafador está detrás de estas extrañas ocurrencias. Sin embargo, al tercer día, todas las estatuas de la Virgen María del asilo empiezan a sangrar al mismo tiempo. El Padre Thomas analiza la sangre y descubre que es humana, tipo O-Negativo, y que proviene de una mujer embarazada. El Padre Thomas compara las muestras con la sangre de las internas y de las monjas, pero no encuentra ninguna coincidencia. 
Una monja confiesa en privado que ella fue la persona que contactó con la Iglesia para investigar la estatua que lloraba. La monja advierte al Padre Thomas que hay una joven embarazada llamada Kathleen O’Brien retenida en una habitación secreta del sótano, y recita: "Si tu ojo te hace pecar, arráncalo y tiralo". A pesar de las severas objeciones de la Madre Superiora, el Padre Thomas insiste en ver a Kathleen. El Padre Thomas exige la liberación de Kathleen cuando la ve demacrada, con cicatrices y encadenada en una habitación sucia. Un médico local confirma que la chica es virgen, pero que a la vez está embarazada, y que en su experiencia, no puede explicar cómo ha pasado. Los intentos de moverla más allá de su habitación resultan en ataques violentos y pronto manifestaciones de aparentemente posesión demoníaca. El Padre Thomas entrevista a Kathleen, que afirma estar poseída por una entidad desconocida. Kathleen le dice algo al Padre Thomas en griego. El sacerdote intenta rezar con Kathleen, lo que hace que una monja cercana experimente repentinamente un intenso dolor.
Todas las estatuas de la Virgen María del edificio se rompen de repente. El Padre Thomas y el Padre John siguen una aparición fantasmal escaleras abajo a una habitación que alberga un culto satánico, y los artículos encontrados en la habitación indican que se ha realizado una Misa Negra. El Padre Thomas va por la Madre Superiora para llevarla con él a la habitación, sólo para encontrar que toda la evidencia del ritual de Misa Negra inexplicablemente se ha desvanecido. Mientras tratan de racionalizar lo que acaba de pasar, se oyen gritos de la celda de Kathleen, quien se está apuñalando el vientre. El Padre Thomas interviene y al intentar el ritual de exorcismo, Kathleen levita de su cama y su mano también se prende en llamas durante otra instancia de actividad sobrenatural. En respuesta a lo que Kathleen le dijo en griego, el Padre Thomas le confiesa al Padre John que era huérfano; además, el Padre Thomas especula que pudo haber nacido en ese mismo asilo. Kathleen dice crípticamente algo a los sacerdotes sobre los bebés que han sido asesinados en el asilo. “Los bebés que están allá abajo están sufriendo por los pecados de otros”. El Padre Thomas cuestiona a la Madre Superiora acerca de registros falsos de niños desaparecidos. La Madre Superiora explica que vendió los bebés para financiar el asilo. Kathleen entra en labor de parto. Las monjas atienden el alumbramiento mientras los curas van en busca del médico. Kathleen muere dando a luz.
El Padre Thomas y el Padre John siguen las apariciones de más niños fantasmas por todo el edificio. Los dos sacerdotes regresan a la habitación donde habían encontrado parafernalia satánica, pues escuchan el llanto de un bebé. Allí encuentran a una monja asesinada, a la que le han arrancado los ojos;  es la que anteriormente les confesó haber enviado la carta. Entonces, descubren un pasaje secreto que conduce a una red de túneles donde descubren varios esqueletos de niños pequeños. Los dos sacerdotes caminan por los túneles, pero se desorientan y se separan cuando una monja los ataca. El Padre John es asesinado por la monja. Después de grabar un confesionario, el Padre Thomas encuentra un altar satánico donde antes había un bebé. El sacerdote se encuentra con un grupo de monjas que conforman un aquelarre y están realizando un ritual. Mostrando signos de posesión, la Madre Superiora dice, “Bienvenido a casa Thomas” y de repente ataca al sacerdote. Después de que el Padre Thomas se cae, se escucha a la Madre Superiora haciendo callar a un bebé que llora.

## Elenco
- Lalor Roddy como el Padre Thomas Riley.
- Ciaran Flynn como el Padre John Thornton.
- Helena Bereen como la Madre Superiora.
- Lauren Coe como Kathleen.
- Dearbhail Lynch como Eileen Murphy
- Carleen Melaugh como la Hermana Maria Louise

## Producción
Clarke declaró en una entrevista que quería dar a conocer los horrores de las Lavanderías de la Magdalena en Irlanda, diciendo: “Tuve a mi hijo cuando tenía 17 años, que fue el año posterior al cierre de la última lavandería Magdalena. La gente piensa que estos lugares existieron hace mucho tiempo, pero eso fue en 1997; el último había cerrado en 1996. Tenía 17 años y era madre soltera, podría haber estado en uno si las circunstancias hubieran sido diferentes". Afirmó que las lavanderías de Magdalena donde las mujeres trabajaban esencialmente como mano de obra esclava para la Iglesia Católica no eran una aberración en la vida irlandesa, diciendo: "Todo el mundo lo sabía. Así que no tenías a dónde acudir. Todos eran cómplices de alguna manera, porque todos sabían que estaban allí y lo que estaba sucediendo. Para que las niñas pudieran ser sacadas de las escuelas y enviadas a estos lugares. Ese fue el resultado directo del aparato de la Iglesia Católica, que creó una situación en la que las personas vulnerables podían ser explotadas durante tanto tiempo ".

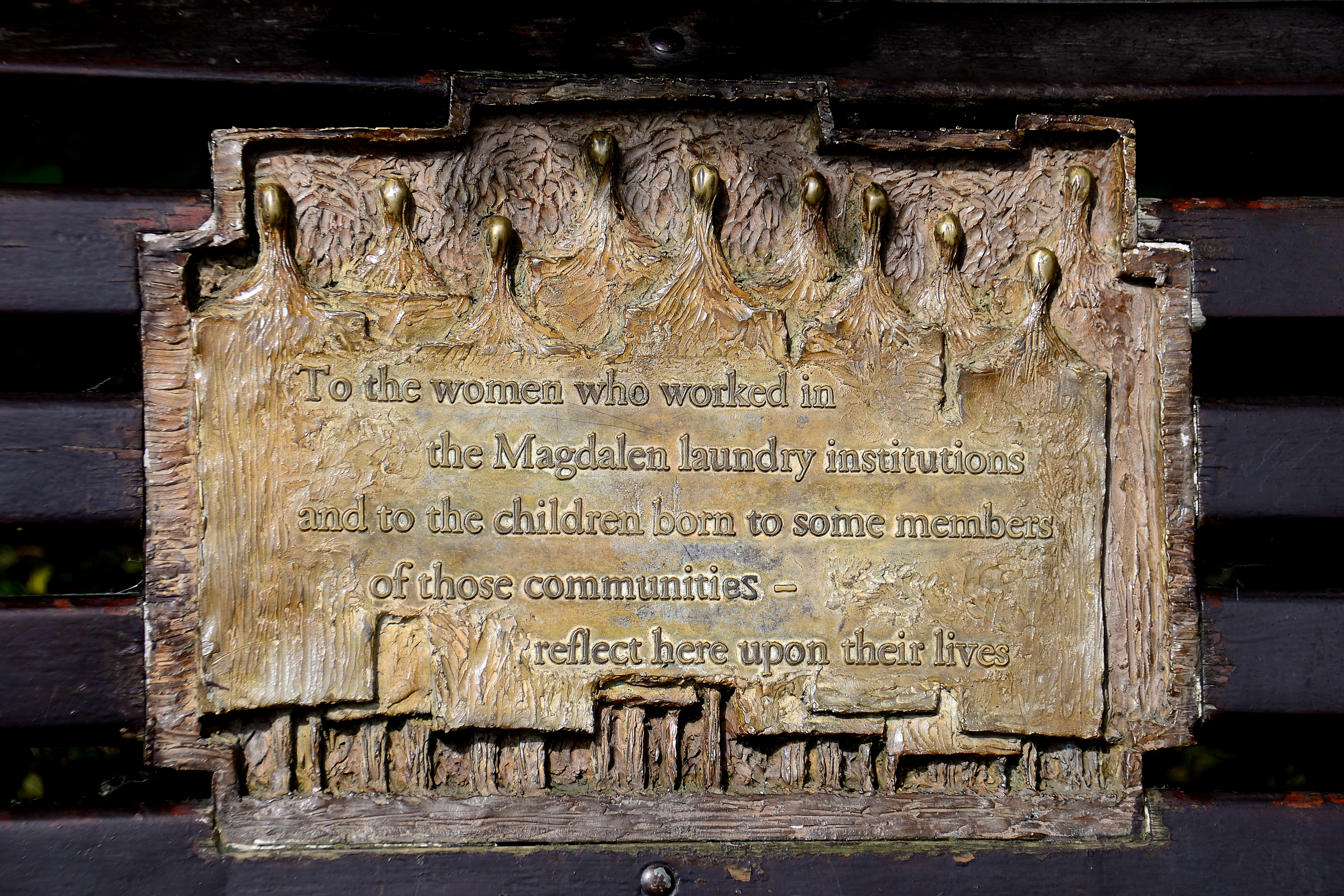
Placa conmemorativa: "A las mujeres que trabajaron en las instituciones de lavandería Magdalena y a los niños nacidos de algunos miembros de esas comunidades - relfexionamos aquí sobre sus vidas". Parque de St. Stephen's Green, Dublín, República de Irlanda.

En otra entrevista, Clarke declaró: "Las lavanderías de la Magdalena son sólo un aspecto de las cosas terribles que sucedieron en la sociedad católica irlandesa. Eran síntomas del aparato iglesia / estado, la combinación de las dos cosas creó el mecanismo. Eso es parte de lo que trata la película para mí: incluso si Lalor [Roddy] como el padre Thomas quiere ser un buen sacerdote y un buen hombre, y eso es lo que él quiere ser, eso es imposible dentro de este sistema y dentro de esta sociedad. Lo mismo ocurre con las monjas. No todas las monjas son malas, está la monja buena que envía la carta y ella quiere hacer lo correcto por su fe, pero todos se convierten en un engranaje en el mecanismo mayor, y ninguna persona realmente puede hacer grandes cambios." 
Clarke, que vive en Irlanda del Norte y es activa en el teatro, reclutó a la mayoría de los actores de su propio trabajo en el teatro. Sobre la elección de Roddy para el papel principal, Clarke dijo: "Lalor, quien interpreta al padre Thomas principal, es la única que no pasó por el proceso. Habíamos estado buscando un reparto un poco más joven, pero, de alguna manera, el guión había caído en sus manos y simplemente se puso en contacto y pidió leerlo, habiendo visto el guión en alguna parte. Lo invité a mi oficina, audicionó allí mismo y fue el Padre Thomas. Lalor había vivido toda la agitación social en Irlanda durante los años sesenta y setenta y estaba llena de la justa ira que necesitaba el proyecto. Como Helena, era perfecto desde el principio". 
Sobre la filmación, Clarke declaró: "Toda la experiencia fue diferente. Había hecho cortometrajes antes y he trabajado mucho en teatro, pero hacer un largometraje es diferente. Tuvimos alrededor de 16 días para filmar, con un presupuesto mínimo, muy poco tiempo de preparación o desarrollo, simplemente teníamos que hacerlo. El tipo de enfoque que lo abarca todo que le ayuda a trabajar durante tantas horas consecutivas, con poco o nada de sueño, y liderar un equipo de decenas de personas es un sentimiento intenso. Pero aprendí que aquí es donde prospero. De hecho, aprendí que el set es mi lugar favorito para estar y no veo la hora de pasar al siguiente". Se dijo que producciones costosas como Game of Thrones que se habían filmado en Ulster habían mejorado enormemente las habilidades técnicas de los equipos de filmación en Irlanda del Norte, lo que hizo posible, a pesar del bajo presupuesto de la película, lograr una producción muy pulida y profesional.

## Reseñas

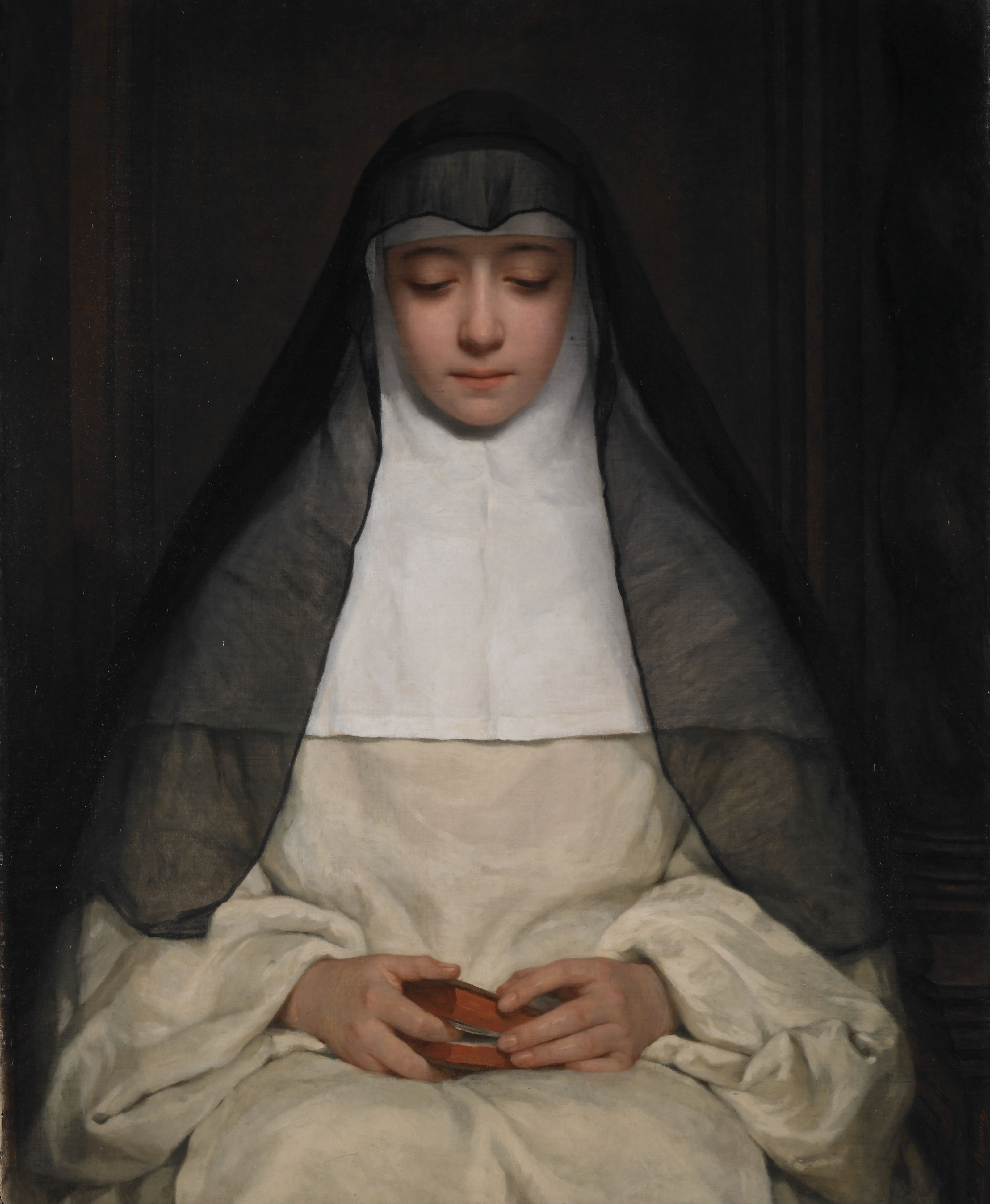
Retrato de una monja, por Henriette Browne.

Jacob Knight le dio a la película una crítica favorable, calificándola de "bastante buena" y especialmente elogió la dirección de Clarke, que calificó de "muy hábil". Anya Stanley escribió en su reseña: "Lo que distingue a The Devil's Doorway es su acusación de las atrocidades sistemáticas de la Iglesia, de los pecados del pasado de una nación que regresan para atormentarlos, personificados en el cuerpo violado de una niña inocente y su hijo no deseado por nacer. Claro, se vuelve aburrido ver las cruces voltearse boca abajo y la contorsión del cuerpo, justo en el momento justo. Pero los grandes diseños sociopolíticos bordados en estas banalidades cinematográficas hacen que su uso sea finalmente perdonable e interesante".  Stanely elogió a Clarke por su "sentido del oficio" y su enfoque en lo que los personajes pueden escuchar en lugar de lo que pueden ver. Shannon McGrew escribió "Aislinn Clarke hace un trabajo brillante al crear una película de terror burlona desde la perspectiva del padre John. Sin embargo, lo que realmente me encantó de esta película no es solo el ángulo del metraje encontrado, sino las historias reales que rodean a los Asilos de las Magdalenas. Seré honesto, no sabía nada de estas lavanderías antes de ver la película y ahora estoy horrorizado por los tratamientos que estas monjas permitieron ejecutar con el apoyo de la Iglesia Católica Romana ".
Tracy Palmer escribió; “La historia real de la película sirve tanto a la historia como al concepto mismo de los hogares y los hechos que han surgido son materia de pesadillas. Las Lavanderías o Asilos de las Magdalenas eran esencialmente cárceles de trabajo disfrazadas de centros de "tratamiento" para prostitutas, mujeres promiscuas y madres solteras embarazadas. Fueron duras por decir lo mínimo y las condiciones insoportables... Este simple telón de fondo debería ser lo suficientemente aterrador para cualquier mujer y, francamente, me sorprende que no hayamos visto más películas sobre estos terribles lugares. Agregue un poco de buena actuación, trabajo cinematográfico de la era de los sesenta y una historia interesante y tenemos un largometraje fascinante y aterrador ". Eva Tushnet, en el diario jesuita  America, elogió la atmósfera de la película y escribió: "Lo que es tan terrible en un lugar como este es su poder institucional, su control ineludible de cada vista, el peso total que ejerce sobre las chicas atrapadas en él. "  Tushnet concluyó su reseña: "Hacia el final de la película, vemos a varias personas recibir los últimos ritos. En cierto modo, toda esta película, realizada por una mujer criada como católica pero que ya no es creyente, es un intento de bendecir y enterrar a las mujeres reales que murieron sin reconocer su sufrimiento."  Fionnuala Halligan elogió la dirección de Clarke en su debut cinematográfico junto con la actuación, lo que, según ella, compensó el bajo presupuesto de la película. Halligan escribió que el asentamiento de la película en el contexto de los horrores reales de las lavanderías de las Magdalenas le dio una viveza y una tristeza que de otra manera no habría tenido.
Jason Best escribió en una reseña: "Pulsando de indignación por la hipocresía clerical, la película de la directora Aislinn Clarke no convertirá a ningún escéptico del metraje encontrado, pero es un corte distinto por encima de la tarifa habitual del género de bajo presupuesto gracias a su cuidadosa artesanía y fuerte actuaciones, en particular de Roddy ". Nick Johnston elogió a Clarke por su película y dijo que llamaría la atención sobre las lavanderías de las Magdalenas y escribió: "Es un escenario dinámico para una película de terror, y la dirección hábil de Clarke y su palpable simpatía por estas mujeres evitan que The Devil's Doorway caiga en una explotación agujero negro (no es que hubiera sido algo malo, necesariamente)".  David Prendeville elogió la película y escribió: "La decisión de filmar en una película de 16 mm en lugar de replicarla digitalmente crea una estética evocadora y misteriosa, además de agregar una capa adicional de autenticidad a la imagen... Inteligente tanto en forma como en contenido, esta es una película de terror irlandesa innovadora, efectiva y necesaria. Marca a Clarke como un talento distintivo para observar ".  Patrick Bromley escribió: "fue difícil deshacerse de la sensación de que la película se reproduce como una colección de grandes éxitos del terror. ¿Metraje encontrado? Sí. ¿Posesión demoníaca? Sí. ¿Monjas espeluznantes? Sí. ¿Risas de niños? Sí. ¿Susto repentino? Sí. El hecho de que esté empaquetado todo en una sola película no podría superar el hecho de que todo se hizo antes. Pero aquí está la cosa: todo está muy bien hecho. Si eres alguien a quien le gusta la estética del metraje encontrado y / o le asusta el horror religioso, existe una gran posibilidad de que The Devil's Doorway te fascine".
Marisa Mirabal escribió en su reseña: "Clarke arroja luz sobre una historia maligna a través de una narración cautivadora que parece estar experimentada en lugar del trabajo de un director novato. Posee una fuerza para los sustos arraigada en el realismo, pero también en el lenguaje cinematográfico que se traduce en la pantalla a través de su oficio. El género de terror tiene la suerte de dar la bienvenida a otra directora innovadora que cuenta historias y se rebela contra la mirada tradicional, empujando los límites y experimentando de una manera verdaderamente artística". Kat Hughes escribió en su reseña: "Una entrada inspirada en el género de metraje encontrado con The Devil's Doorway, Clarke demuestra que no tienes que ceñirte a lo digital para alcanzar la grandeza. Fácilmente una de las películas de metraje más auténticas que hemos visto desde The Blair Witch Project, estamos ansiosos por ver lo que Clarke nos trae a continuación".
Por el contrario, Noel Murray en The LA Times argumentó que la película, aunque innovadora en algunos aspectos y bien actuada, era muy cliché y, en última instancia, poco imaginativa. Frank Scheck escribió: "Las infamias bien documentadas de los Asilos de la Magdalena en Irlanda parecen tener un potencial diabólicamente efectivo para una película de terror. Desafortunadamente, lo mejor que puede hacer la directora Aislinn Clarke es este frío derivado de metraje encontrado". Jeannette Catsoulis escribió una crítica negativa en el New York Times : "El director de fotografía Ryan Kernaghan, con una película de 16 milímetros, imita las películas caseras de la época con elipses parpadeantes y destellos de un blanco deslumbrante y quemado. Algunas de sus imágenes, como una de mujeres jóvenes sudorosas que restregan las sábanas en una neblina de vapor hirviendo, son bastante hermosas. Sin embargo, a pesar de su breve tiempo de ejecución, la película parece alargada; como los sacerdotes, eventualmente perderá el rumbo".
En una reseña negativa, Brandon Schreur escribió: "Nada en esta película es realmente aterrador. Son todo un montón de clichés y sobresaltos que no tienen la impresión duradera que la directora Aislinn Clarke cree que van a tener. Ya has visto todo en The Devil's Doorway hecho antes, y lo has visto mucho mejor".  Asimismo, David Day en su reseña calificó la película de "bastante olvidable". Jamie Righetti escribió: "The Devil's Doorway no aporta ningún truco nuevo al género, sino que se basa en la película de posesión habitual y en las técnicas de miedo a las películas de metraje encontrado. Sin embargo, su exploración de la oscura historia de Irlanda la ayuda a destacarse del resto, y es solo el último ejemplo de directoras que avanzan en el género de terror ".